# Оскар Гергер
Оскар Гергер (Ґьорґер) (нім. Oskar Görger; 27 березня 1895, Фрайбург — ?) — німецький офіцер, оберст вермахту.

## Нагороди
- Залізний хрест
  - 2-го класу (24 грудня 1914)
  - 1-го класу (15 червня 1915)
- Почесний хрест ветерана війни з мечами
- Застібка до Залізного хреста
  - 2-го класу (вересень 1939)
  - 1-го класу (20 вересня 1939)
- Нагрудний знак «За танкову атаку» (30 січня 1941)
- Нагрудний знак «За поранення» в золоті (27 травня 1941)
- Медаль «Хрестовий похід проти комунізму» (Румунія) (15 червня 1942)
- Орден Корони Румунії, командорський хрест (18 червня 1942)
- Почесна застібка на орденську стрічку для Сухопутних військ (5 листопада 1944) — як оберст і командир 108-го панцергренадерського полку 14-ї танкової дивізії.